# Дуброва (Пижанский район)
 Дуброва  — опустевшая деревня в Пижанском муниципальном округе Кировской области.

## География
Расположена на расстоянии примерно 12 км по прямой на север-северо-запад от районного центра поселка Пижанка.

## История
Известна с 1686 года как починок Дубровской с 5 дворами, в 1748 году деревня Дуброва с 73 душами мужского пола. В 1873 году здесь отмечено дворов 22 и жителей 173, в 1905 34 и 208, в 1926 44 и 244, в 1950 40 и 134, в 1989 19 жителей. С 2006 по 2020 год входила в состав Ижевского сельского поселения до его упразднения.

## Население
Постоянное население составляло 2 человека (русские 100%) в 2002 году, 0 в 2010.